# 태극도 (그림)

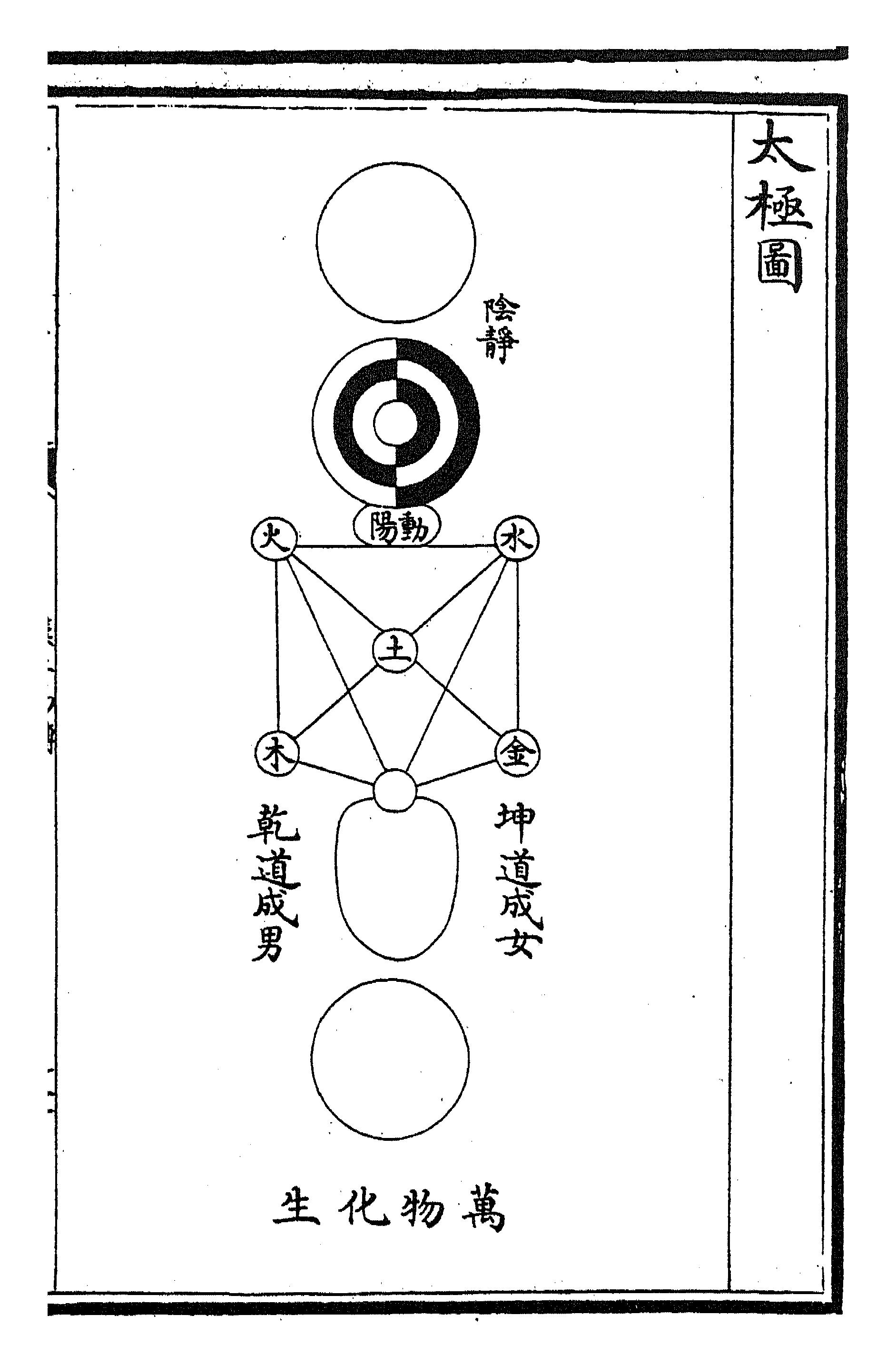
태극도

태극도(太極圖)는 태극(太極)을 나타내기 위한 도안이다.
역경 계사전(繫辭傳)에 있는 '역(易)에 태극(太極)이 있고, 이것이 양의(兩儀)를 낳고, 양의는 사상(四像)을 낳고, 사상은 팔괘(八卦)를 낳는다'에서 유래하였다.
역학과 도교에서 중시되었다.

## 같이 보기
- 삼태극
- 태극 (문양)
- 도모에
- 트리스켈리온